# Fengshan (sockenhuvudort i Kina, Heilongjiang Sheng, lat 47,17, long 126,58)
Fengshan (kinesiska: 丰山, 丰山乡) är en sockenhuvudort i Kina. Den ligger i provinsen Heilongjiang, i den nordöstra delen av landet, omkring 160 kilometer norr om provinshuvudstaden Harbin. Antalet invånare är 24 717. Befolkningen består av 12 200 kvinnor och 12 517 män. Barn under 15 år utgör 13,0 %, vuxna 15-64 år 80 %, och äldre över 65 år 6,0 %.
Runt Fengshan är det ganska tätbefolkat, med 199 invånare per kvadratkilometer. Närmaste större samhälle är Yongfu, 18,1 km sydväst om Fengshan. Trakten runt Fengshan består till största delen av jordbruksmark.
Genomsnittlig årsnederbörd är 913 millimeter. Den regnigaste månaden är juli, med i genomsnitt 286 mm nederbörd, och den torraste är januari, med 8 mm nederbörd.